# Anqiu
Anqiu (安丘 ; pinyin : Ānqiū) est une ville de la province du Shandong en Chine. C'est une ville-district placée sous la juridiction de la ville-préfecture de Weifang.

## Démographie
La population du district était de 1 096 469 habitants en 1999.